# نادي سبارتاك للتنس
نادي سبارتاك للتنس هو ملعب تدريب للتنس بالقرب من حديقة سوكولنيكي في موسكو، روسيا. يحتوي على 15 ملعبًا ترابيًّا في الهواء الطلق، وتبقى هذه الملاعب مغلقة طيلة نصف السنة، مع وجود ملعب داخلي واحد فقط. على الرغم من أن المرافق أصبحت قديمة، فقد تم تدريب العديد من كبار لاعبي التنس الروس هناك. ومن بين هؤلاء يفغيني كافلنيكوف، ومارات سافين، وإلينا ديمنتييفا، ودينارا سافينا، وأناستازيا ميسكينا، وآنا كورنيكوفا، وجميعهم خريجين من سبارتاك.